# Малый Арский
Малый Арский — остров в Баренцевом море, Кольский район Мурманской области.

## Географическое положение
Остров расположен немного юго-западнее Большого юрского острова приходе в губу Ара, южный берег Мотовского залива, Баренцево море.

## Описание
Остров Малый Арский или как его иногда называют Кувшин, в административном отношении входит в состав Кольского района Мурманской области. До материка от самой ближайшей точки острова порядка 85 метров, с западной стороны входа в губу Ара. Остров неправильной, полукруглой формы, длина около 830 м у основания и 640 м в максимальной ширине в центральной части. Высота в северной части достигает максимального размера 73,1 м над уровнем моря. Остров сложен из огромных гранитных глыб. Южной стороны острова по западному берегу находится бухта с глубинами 21-42 м, что позволяет использовать её для стоянок. Грунт преимущественно песчаный, с примесями камней и кораллов.